# Causes de la révolution liégeoise
Plusieurs facteurs ont permis le déclenchement de la révolution liégeoise et ont provoqué l'avènement de la République liégeoise puis l'annexion du Pays de Liège par la République française. Il est important de distinguer les facteurs extérieurs à la principauté de Liège comme la remise en cause de l'absolutisme et l'influence des Lumières des facteurs internes.

## La remise en cause de l'absolutisme et l'émergence d'idées nouvelles en Europe

### Les révolutions anglaises duXVIIesiècleet la mise en place d'une monarchie parlementaire
Au Moyen Âge, en 1215 Jean Sans Terre, frère de Richard Cœur de Lion, est contraint de signer la Grande Charte qui instaure la formation d'un parlement, composé de deux chambres : la Chambre des lords (qui accueille les grands seigneurs et les évêques nommés par le roi) et la Chambre des communes (composée de députés du peuple élus). 
Donc depuis 1215, en Angleterre, la balance du pouvoir, qui appartenait à l'origine majoritairement au roi, s'inverse peu à peu, jusqu'au XVIIe siècle où c'est alors le parlement, et plus particulièrement la Chambre des Communes qui possède la majorité du pouvoir. 
En Angleterre, les rois Jacques Ier puis Charles Ier, ne supportant plus la tutelle du parlement décidèrent de renforcer leur pouvoir en une monarchie absolue en révoquant le parlement. Il s'ensuit alors une guerre civile de 1642 à 1649 où s'opposèrent partisans du roi et partisans du parlement, qui finirent par l'emporter grâce à la supériorité de leur armée dirigée par Cromwell. Le roi Charles Ier est décapité. Cromwell proclame donc la république, qui est en fait une dictature personnelle. Et donc à sa mort la monarchie est rétablie (ce qui n'est pas tellement étonnant puisque cela faisait plus d'une dizaine de siècles qu'il y avait une monarchie en Angleterre, on peut donc supposer qu'il était difficile de se débarrasser d'une telle habitude. Probablement parce que le peuple habitué à gouverner par le biais du parlement depuis quatre cents ans déjà, n'a pas eu d'hésitation sur la marche à suivre, et ne s'est pas égaré dans la recherche de systèmes politiques novateurs et radicalement différents, ils ont au contraire évolué de façon très progressive au cours des siècles, pour arriver finalement à une démocratie à l'aube du XXe siècle. La transition s'est toujours faite en douceur, en restant sur un terrain connu. En 1660, la monarchie est donc rétablie en Angleterre avec l'arrivée sur le trône de Charles II. Le parlement toutefois assure son contrôle sur le roi par un texte de loi qui garantit les libertés individuelles et interdit les arrestations arbitraires : l'habeas Corpus. C'est donc le premier pas en Europe vers la reconnaissance des individus et des libertés, un premier pas vers l'État de droit et la démocratie. Cependant, Jacques II, devenu roi après son frère Charles II, est tenté à son tour d'établir une monarchie absolue. Le parlement, qui ne souhaite pas une nouvelle guerre civile, prend les devants, et choisit de remplacer Jacques II par sa fille Marie et son époux Guillaume d'Orange, d'origine hollandaise. C'est ce qu'on appelle la Glorieuse Révolution, en 1689. Guillaume d'Orange est proclamé roi après avoir signé la Déclaration des droits (ou Bill of Rights) qui met en place les droits du parlement et limite le pouvoir du roi. Jacques II, quant à lui, se réfugie à Versailles, à la cour de Louis XIV, qu'il avait tenté en vain d'imiter. 
Plus d'un siècle avant la révolution liégeoise, il y eut donc en Angleterre deux révolutions qui conduisirent à la rédaction de deux textes fondamentaux: l'habeas Corpus et la Déclaration des droits, base du système politique anglais. Ces révolutions anglaises permirent d'assurer le maintien de la monarchie en Angleterre, mais une monarchie qui respecte le droit des individus, les libertés fondamentales, où le pouvoir du roi est limité : une monarchie parlementaire. L'Angleterre devint donc dès la fin du XVIIe siècle un modèle de régime parlementaire qui donnera la preuve que monarchie et respect des droits de l'Homme sont conciliables. Les révolutions anglaises sont un modèle unique à cette époque et marquent le premier bouleversement qui va conduire à la pensée moderne de démocratie et d'État de droit, qui mettra plusieurs siècles avant de s'imposer dans les pays occidentaux. Elle influencera et inspirera les philosophes des Lumières et la révolution américaine.

### Les philosophes et le siècle des Lumières

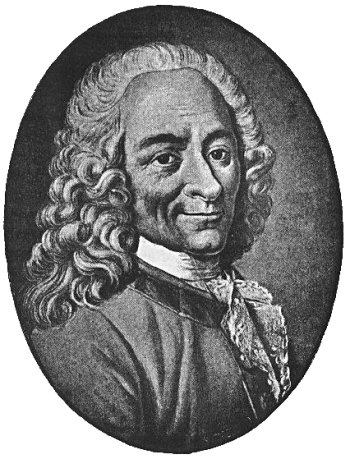
Portrait de Voltaire.

Au XVIIIe siècle apparaît un nouveau courant philosophique, littéraire et scientifique : les Lumières. Cette philosophie repose avant tout sur la certitude que le progrès est toujours possible et que la rationalité et la rigueur sont à l'origine du progrès. Les Lumières sont donc marquées par un rationalisme philosophique et une exaltation des sciences. Les philosophes et scientifiques des Lumières vont donc chercher à « éclairer » leurs contemporains comme le montre le texte de Kant Qu'est-ce que les Lumières ?. C'est donc ce qui va pousser les philosophes à remettre en cause les piliers de l'Ancien Régime à la fois dans les domaines politiques, sociaux, économiques et religieux. Mais tous les philosophes ne défendaient pas les mêmes idées. Il y avait presque autant d'opinions que de philosophes. 
Les philosophes remettent en cause ce système archaïque dépassé depuis longtemps et qui commence peu à peu à se désagréger. Si Voltaire propose une monarchie parlementaire proche de celle d'Angleterre, Montesquieu, dans De l'esprit des lois pose la séparation des pouvoirs : législatif, exécutif et judiciaire. Rousseau, lui, va plus loin et propose une démocratie où tous les citoyens sont égaux et liés par un « contrat social », la souveraineté ne viendrait plus de Dieu, mais du peuple. 
Dans la principauté de Liège, le pouvoir du prince-évêque repose sur la religion catholique. Les philosophes, menés par Voltaire, sont d'accord pour revendiquer la liberté religieuse, mais leurs opinions sur la religion divergent : certains sont athées, d'autres déistes comme Voltaire, spiritualistes ou matérialistes…
Ces derniers font partie des philosophes les plus influents de l'époque dite des Lumières. Par leurs ouvrages, qui ne sont toutefois consultés que par une petite minorité de privilégiés dans les cercles politisés, ils cherchent à faire passer leurs idées, qui sont en totale opposition avec la monarchie absolue en vigueur. Ils souhaitent la séparation des pouvoirs, pour plus de liberté et plus d'égalité.

### La révolution et la république américaine

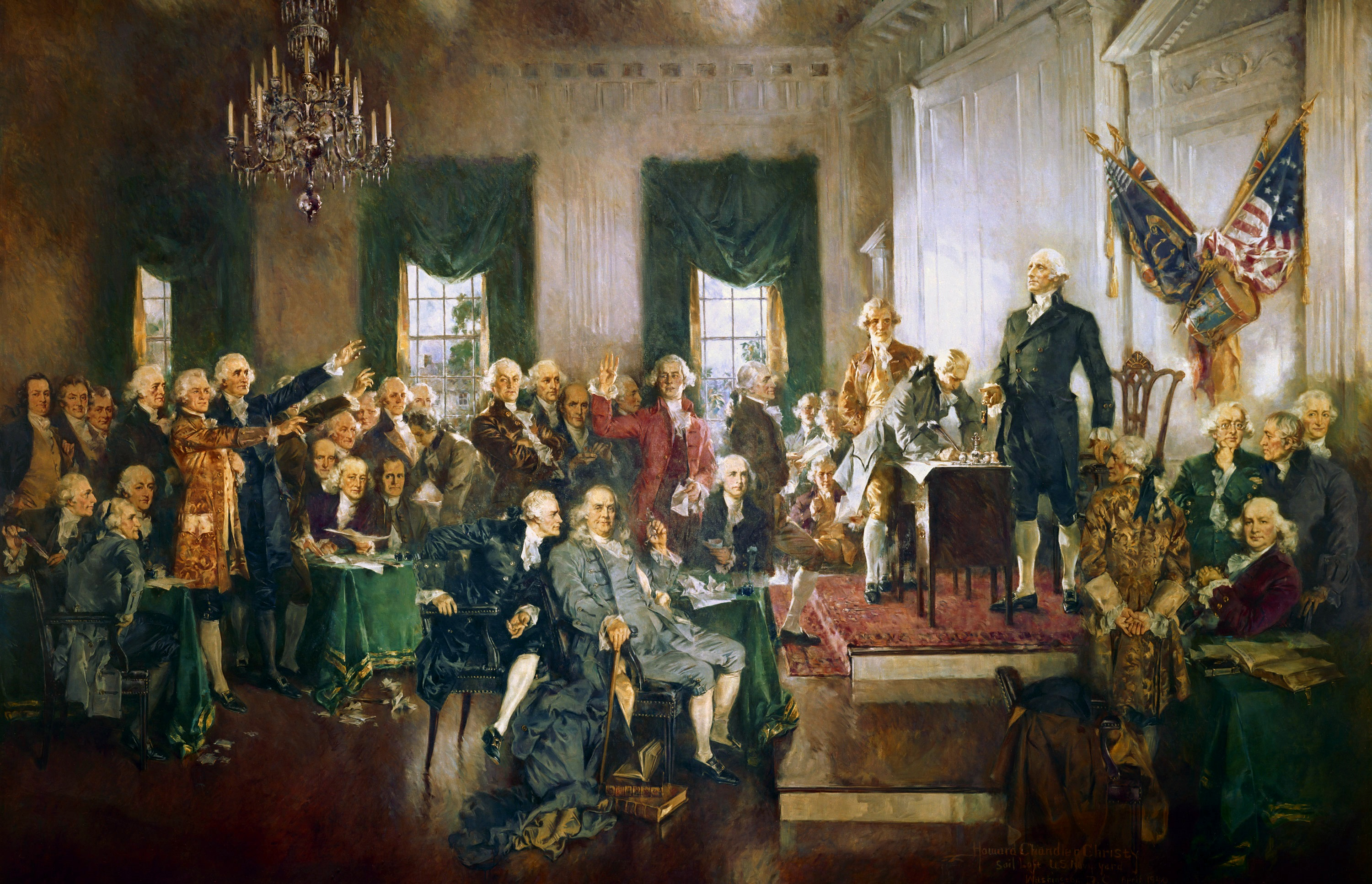
Scène à la signature de la Constitution des États-Unis, par Howard Chandler Christy.

Au XVIIIe siècle, l'Angleterre possède, sur la côte Est de l'Amérique du Nord, treize colonies peuplées par des immigrants d'origine britannique fidèles à la métropole. Celle-ci exerçait jusqu'alors une tutelle politique assez légère. L'Angleterre et les colonies entretenaient des relations économiques privilégiées et la métropole fournissait aux colonies une protection militaire.
Épuisée financièrement par la Guerre de Sept Ans qu'elle a remporte contre la France, l'Angleterre impose autoritairement aux treize colonies diverses taxes sur les journaux, le thé…  Or ceci est en violation avec la règle générale selon laquelle aucun citoyen britannique ne doit payer d'impôt qui n'ait été consenti par lui-même ou par ses mandataires, car les colons n'ont pas de représentants au parlement anglais. Les colons boycottent alors les produits concernés. À ce différend fiscal s'ajoute un différend territorial : en effet, le roi d'Angleterre veut réserver les territoires à l'ouest des Appalaches aux Amérindiens.
En 1773, les colons se révoltent et jettent à la mer la cargaison de thé de trois navires anglais venus des Indes. George III renvoie l'armée pour mater la rébellion qui monte. 
En 1774, les représentants des colonies, réunies en congrès, affirment dans une déclaration solennelle le droit de tous les peuples de participer à l'élaboration des lois les concernant.
Le 4 juillet 1776, les représentants des treize colonies votent la Déclaration d'indépendance des États-Unis d'Amérique à l'égard de l'Angleterre. Elle marque la rupture avec la métropole.
Les États-Unis se lancent dans la Guerre d'indépendance contre l'Angleterre. Ils dépêchent des négociateurs, tels Benjamin Franklin pour demander leur soutien aux Français. Celui-ci est bien accueilli grâce à sa réputation scientifique. Mais il est dangereux de soutenir des sujets révoltés contre leur maître et qui professent des idées républicaines. La guerre donne la victoire aux révoltés américains, commandés par George Washington.
Le 3 septembre 1783, l'Angleterre signe le traité de Versailles qui reconnaît l'indépendance des États-Unis d'Amérique.
En 1787, les États-Unis se donnent une constitution toujours en vigueur aujourd'hui. C'est la première constitution écrite de l'Histoire. Ils deviennent une république fédérale où les trois pouvoirs sont séparés. Ce n'est pas une démocratie car seuls les propriétaires blancs peuvent voter.
La république américaine n'est pas une démocratie mais c'est le premier régime qui a montré qu'il n'avait besoin d'aucun autre souverain que le peuple. L'enthousiasme provoqué par la révolution américaine renforce les sentiments hostiles envers l'absolutisme.

## La situation politique au Pays de Liège

### Le fonctionnement de la Principauté
En principe, depuis le Règlement de 1684 instauré par Maximilien-Henri de Bavière, le prince-évêque doit diriger la Principauté en accord avec les trois états constitués : l'état premier (le haut clergé, les chanoines de la cathédrale Saint-Lambert), l'état noble (quinze familles) censé représenter l'ensemble des campagnes, et le tiers état représentant la bourgeoisie et les artisans organisés en métiers (les trente-deux métiers de Liège).
L'élection des bourgmestres et du conseil se fait par le prince et les 32 métiers. Ceux-ci sont répartis en 16 chambres dont les membres nommés à vie, forment le corps électoral. Ces chambres étaient composées de 20 nobles, patriciens et rentiers, 10 marchands notables et 6 artisans. Les commissaires des bons métiers étaient désignés eux-mêmes par vingt-deux commissaires, dont douze étaient nommés par le prince-évêque, et les autres par les paroisses.
Le tiers état compte aussi les représentants des vingt-trois « bonnes villes » de la principauté, élu par cinq cent soixante-sept électeurs. Constitué par les bourgmestres de toutes ces villes, il était presque complètement passé au service du prince-évêque et du premier état, et avait de toute manière perdu une partie du pouvoir dont il avait disposé du XIVe au XVIIe siècle.
Le bas clergé, la petite noblesse, la bourgeoisie industrielle, les ouvriers, les paysans, ne participent à la gestion des affaires publiques que d'une manière très limitée. En outre, la situation du petit peuple n'est guère enviable; le chômage et la mendicité sévissent; des voix s'élèvent pour réclamer des changements politiques et davantage de justice sociale.

### Le Pays de Liège vu par les Lumières
Les philosophes du XVIIIe siècle sont loin d'être unanimes quand ils parlent de la principauté de Liège. Certains voient dans le fonctionnement de l'État liégeois toutes les caractéristiques d'une République alors que d'autres perçoivent dans le pouvoir de l'évêque une tyrannie.
L'Encyclopédie rédigée, ici par le chevalier de Jaucourt, évoque le Pays de Liège en ces termes : « [Celui-ci compte] trente-deux collèges d'artisans, qui partagent une partie de l'autorité dans le gouvernement, et portent l'aisance dans la ville. [L'État liégeois se présente] comme une république libre, gouvernée par ses bourgmestres, par ses sénateurs et par les autres magistrats municipaux. [Néanmoins] le nombre de ses églises, de ses abbayes, et de ses monastères, lui font un tort considérable. » 
À l'inverse, la critique de Voltaire est acerbe envers le Gouvernement. « C'est insulter la raison et les lois de prononcer ces mots : gouvernement civil et ecclésiastique » dans les Idées républicaines, critique du Contrat social. « Lorsque notre évêque, fait pour servir, et non pour être servi ; fait pour soulager les pauvres, et non pour dévorer leur substance ; fait pour catéchiser, et non pour dominer, osa, dans des temps d'anarchie, s'intituler prince de la ville dont il n'était que le pasteur, il fut manifestement coupable de rébellion et de tyrannie » en référence à Notger, fondateur de la Principauté.

### Velbrück: un premier pas vers les Lumières

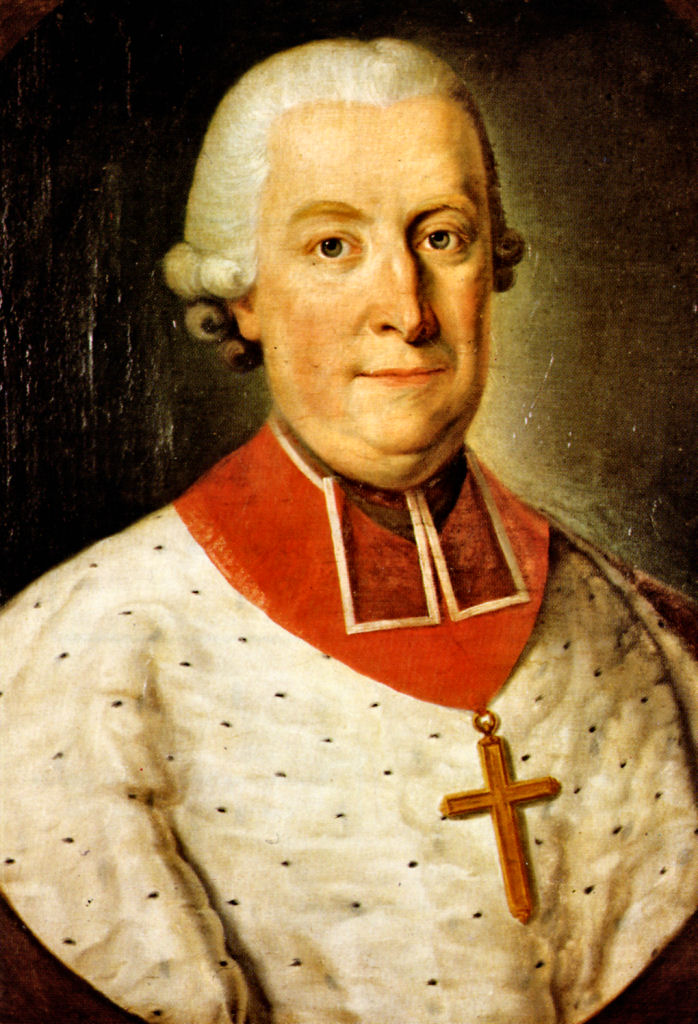
Portrait de Velbrück.

Après son élection au poste de prince-évêque du Pays de Liège en 1772, François-Charles de Velbrück devient le dirigeant d'une principauté ecclésiastique qui était devenue particulièrement arriéré au point de vue intellectuel, les études scientifiques et littéraires étant tombées dans une décadence profonde. Esprit émancipé, « despote éclairé », et franc-maçon, il se montre favorable aux philosophes et laisse se répandre les idées nouvelles. Il prend donc place, en cette fin du XVIIIe siècle, aux côtés ou dans la lignée de Frédéric de Prusse, Catherine de Russie, Joseph II d'Autriche. Comme eux, il ne manqua pas d'idées et prit de nombreuses initiatives. Il donna son imprimatur à des écrivains-philosophes interdits de publication en France comme le Journal encyclopédique à condition que pour chaque livre soit offert un exemplaire à la bibliothèque de Liège. 
Pour encourager le goût des arts, des lettres et des sciences, il lance l'exécution d'une Académie publique de peinture, sculpture et gravure en 1774. 5 ans plus tard en 1779, il fonde la Société d'émulation et la Société littéraire, lieu de rencontre de l'intelligentsia liégeoise en contacts avec des sociétés savantes d'autres pays, dont les activités multiples furent entre autres la présentation des œuvres des poètes, des artistes et des découvertes des scientifiques. C'est de là que sortiront certains chefs de la révolution liégeoise. 
Mais par manque d'argent ou de pouvoir, ses projets n'aboutissent pas toujours. Il règne dans la Principauté à cette époque une certaine léthargie et une vision étroite qui freinent un réel progrès.
Ses tentatives pour combattre les problèmes de société comme la pauvreté ou les inégalités de classe sont nombreuses mais ne parviennent pas à modifier réellement des situations déplorables. Il entreprend des changements dans de multiples secteurs, dont celui de la santé publique avec la création de l'Hôpital général Saint-Léonard, centre d'accueil et d'assistance pour les nécessiteux; d'un cours gratuit de l'art de l'accoucheur; d'établissements destinés à combattre les maladies dévastatrices au sein de son peuple. Il accorde systématiquement la grâce aux condamnés à mort. Velbrück cherche, dès le début de son règne, à établir plus d'égalité dans la répartition des impôts, estimant que tout impôt ne pouvait avoir qu'une raison et qu'un but, l'utilité publique ; il se heurta évidemment à l'opposition des ordres privilégiés.
Velbrück réforme également l'éducation en la rendant accessible à tous, autant les garçons que les filles, par la création des Écoles de charité gratuites pour les enfants pauvres et d'un Plan d'Education pour la Jeunesse du Pays de Liège. Il veut radicalement changer les méthodes éducatives des écoles jésuites, alors supprimées, en orientant l'instruction vers un apprentissage des sciences physiques et mathématiques, des sciences humaines, etc., qui fourniront aux élèves des outils objectifs aiguisant leur jugement critique. Il a en outre le projet de réaliser une grande bibliothèque publique.

### Hoensbroeck: le retour au conservatisme
En 1784, c'est César-Constantin-François de Hoensbroeck qui devient prince-évêque. Hostile à toute réforme, ce souverain autoritaire attise la rébellion qui couve. Pendant son règne, il va tenter de défaire les réformes progressistes de Velbrück, en rétablissant tous les privilèges du clergé et de la noblesse. Il ne partageait pas du tout les aspirations libérales du tiers état et se montrait peu sensible à la misère de son peuple, ce qui le rendit très impopulaire. Les Liégeois le nommait le « tyran de Seraing », du nom du lieu où se trouvait la résidence d'été des princes-évêques.

### Les réclamations des patriotes
La principauté connaissait une forte progression démographique. La population augmenta d'environ 60 % entre 1700 et 1785. Six cent mille personnes vivent dans la Principauté, et sa capitale compte environ soixante mille habitants, soit autant qu'Anvers et Gand, et un peu moins que Bruxelles. L'existence d'une jeunesse nombreuse constituera un facteur révolutionnaire déterminant.
La bourgeoisie liégeoise conteste violemment le régime de Hoensbroeck. Elle reproche au système son caractère non représentatif et parasitaire, en mettant particulièrement en cause le fait que le haut clergé et la noblesse sont exemptés d'impôts. En 1787, Jacques-Hyacinthe Fabry, un de ses dirigeants, propose la suppression des impôts indirects qui pèsent sur la bourgeoisie et les pauvres. Il propose l'instauration d'un impôt unique sur la fortune foncière et dénonce aussi la mauvaise gestion de la ville, qui se traduit par le fait qu'un quart de ses recettes sert à rembourser la dette. De plus, les bourgeois contestent la soumission du tiers état au prince-évêque.
Dans leur programme politique, ils se proposent d'établir une monarchie constitutionnelle. C'est ce qui ressort d'un texte de Jean-Nicolas Bassenge, futur révolutionnaire : « Liégeois, vous êtes un peuple libre ! Un peuple est libre quand il n'obéit qu'aux lois qu'il se donne à lui-même par le consentement de tous les individus qui le composent ou par celui des représentants nommés et autorisés par eux : en sorte que le peuple n'est libre qu'autant que la souveraineté, le pouvoir législatif, réside dans la nation entière. Le premier commis de la nation, son chef et non son maître, est l'organe de la volonté nationale. Membre de la souveraineté quand il s'agit de faire la loi, il est son seul délégué pour la faire exécuter. Il la fait promulguer quand tous y ont consenti : mais il n'est que l'organe et non l'interprète : il ne peut que la publier et non la changer ; il ne peut même la faire exécuter que selon les normes prescrites »
De son côté, l'état noble, bien que privilégié car exonéré d'impôt, entre aussi en opposition avec le prince-évêque et le haut clergé, parce qu'il est pratiquement écarté du pouvoir.
Des proclamations révolutionnaires commencent à circuler :
"
1. Avec ardeur tu fouleras l'esclavage dès à présent.
2. Plus d'impôt tu ne donneras si tu n'as pas de représentant.
3. De ces impôts tu connaîtras la cause et l'emploi clairement.
4. Jamais tu n'en paieras pour engraisser les fainéants.
5. Des lois bonnes tu formeras, mais simples, sans déguisement.
6. Du clergé tu supprimeras tout membre inutile hardiment.
7. Et de ses mains tu reprendras les biens superflus sur le champ.
8. Des despotes tu purgeras la terre irrévocablement.
9. Aux gens de loi tu couperas les ongles radicalement.
10. Aux maltotiers tu donneras congé radicalement.
11. Ton estime tu garderas pour les vertus non pour l'argent.
12. Aux dignités tu placeras des gens de bien soigneusement.
13. Et sans grâce tu puniras tout pervers indistinctement.
14. Ainsi faisant tu détruiras tous les abus absolument.
15. Et de l'esclavage tu deviendras heureux et libre assurément. Ainsi soit-il "[9]

## Événements déclencheurs

### Les problèmes économiques
À la veille de la révolution, la crise économique frappe très durement les habitants des villes et des campagnes. Le prix du pain augmente fortement et un chômage important frappe les villes. À Verviers, où un quart de la population est indigente, la situation frise la catastrophe. Dans les campagnes, les communautés paysannes intentent des procès au clergé parce qu'il ne s'acquitte pas de ses devoirs (entretien des églises, des écoles, des cimetières…), alors qu'il prélève la dîme. Les paysans introduisent également des recours contre la noblesse, qui exige le maintien des corvées, et contre la bourgeoisie, qui s'approprie les biens communaux. L'ensemble du peuple est aussi révolté par les exportations de blé à l'étranger qui aggravent la disette dans la principauté (En 1787-1788, trois quarts de la récolte de blé furent exportés).

### L'affaire des jeux de Spa
Au XVIIIe siècle, et particulièrement dans sa deuxième moitié, Spa, ville d'eau en Pays de Liège, connait un succès unique en Europe. Il n'y avait pas une saison où quelques princes et têtes couronnées ne s'y rendaient. Les curistes, appelés plus communément « bobelins », de haute extraction, y venaient en nombre d'Angleterre, de France, des Pays-Bas, de Prusse, d'Italie, etc. pour ses quelque vingt sources aux vertus bienfaisantes. On dit de Spa qu'elle est le café de l'Europe.
Parmi les attraits de la ville figurent les salles de jeux. En concurrence à l'érection (1763) de la maison d'assemblée La Redoute, premier casino moderne du continent européen, le Waux-Hall de Spa ouvre ses portes en 1770 malgré l'octroi exclusif accordé à la première par le prince-évêque Jean-Théodore de Bavière contre monnaie sonnante et trébuchante. En 1774, les deux maisons de jeux finissent par s'entendre et s'associent. Ces salles d'assemblée participeront à la consécration de Spa comme Café de l'Europe en 1781. Il se bâtira en 1785 une troisième maison concurrente, le salon Levoz, fondé par un particulier: Noel-Joseph Levoz, remettant une nouvelle fois le privilège en question. Cette arrivée est l'objet d'âpres discussions politiques donnant lieu ainsi à une stigmatisation de l'Ancien Régime. Levoz accuse le privilège accordé à ses concurrents d'être illégal et porte l'affaire devant le Tribunal des XXII, puis devant la Chambre impériale de Wetzlar.
En juin 1787, Hoensbroeck envoie dans la ville thermale de Spa deux cents hommes et deux canons pour faire fermer le salon Levoz. 
L'événement et le long procès qui s'ensuit sont le prétexte d'un regain de contestation.

### Les réformes aux Pays-Bas autrichiens
Sous le règne de Joseph II, les Pays-Bas autrichiens voient apparaître de nombreuses réformes visant à laïciser l'État. 
En 1781, un édit de la tolérance retire au catholicisme son statut de religion d'État. Les protestants et les juifs peuvent pratiquer librement leur culte et accéder aux fonctions publiques.
En 1782 est promulguée une ordonnance impériale supprimant les « congrégations religieuses inutiles », c'est-à-dire les ordres contemplatifs. Il resserre davantage le contrôle de l'État sur l'Église. Le clergé ne peut plus censurer l'État, et les évêques doivent prêter un serment civil.
À cela s'ajoute une valorisation du mariage civil et du divorce et l'abolition de la notion de crime d'hérésie. Joseph II établit la liberté de conscience et autorise la fréquentation des écoles de confession non catholique.
Ces réformes font beaucoup parler en Pays de Liège et poussent la bourgeoisie à réclamer les mêmes réformes pour Liège.
En revanche, ces changements ne plaisent pas aux sujets de l'empereur qui se révoltent en 1787 soit parce qu'ils sont opposés à ces réformes, soit parce qu'ils contestent la façon autoritaire dont elles sont imposées.

### La Révolution française
La révolution qui éclate à Paris en juillet 1789 achève d'échauffer les ardeurs.